# Nadzór ubezpieczeniowy
Nadzór ubezpieczeniowy – część nadzoru nad rynkiem finansowym w Polsce dotycząca rynku ubezpieczeniowego (nadzór nad zakładami ubezpieczeń i reasekuracji oraz pośrednikami ubezpieczeniowymi).
Pierwotnie sprawowany przez Ministra Finansów, następnie w latach 1996–2002 podzielony między Ministra Finansów (nadzór licencyjny) i Państwowy Urząd Nadzoru Ubezpieczeń (nadzór nad bieżącą działalnością zakładów ubezpieczeń i reasekuracji oraz prowadzenie rejestrów pośredników ubezpieczeniowych: agentów ubezpieczeniowych, brokerów ubezpieczeniowych), w latach 2002-2003 podzielony między Ministra Finansów i Komisję Nadzoru Ubezpieczeń i Funduszy Emerytalnych, w latach 2003–2006 sprawowany przez Komisję Nadzoru Ubezpieczeń i Funduszy Emerytalnych, a od 2006 przez Komisję Nadzoru Finansowego.